# ميخائيل بال (سياسي)
ميخائيل بال (بالإنجليزية: Michael Ball)‏ هو كاهن انجليكاني وسياسي بريطاني، ولد في 14 فبراير 1932. انتخب Bishop of Truro ‏ وانتخب أسقف.